# Мелоді Фалько
Мелоді Фалько (ісп. Melody Falcó; нар. 18 липня 1975) — колишня мексиканська тенісистка.
Найвищу одиночну позицію світового рейтингу — 340 місце досягла 15 травня 2000, парну — 255 місце — 29 травня 2000 року.
Здобула 7 парних титулів.

## Фінали ITF
| Турніри $25,000 |
| Турніри $10,000 |

### Парний розряд: 9 (7–2)
| Результат | Ранг | Дата              | Турнір                 | Покриття | Партнерка      | Суперниці                              | Рахунок       |
| --------- | ---- | ----------------- | ---------------------- | -------- | -------------- | -------------------------------------- | ------------- |
| Перемога  | 1.   | 26 червня 1995    | Мехіко, Мексика        | Тверде   | Джоелл Шад     | Ґюльберк Ґюльтекін Мінді Вейнер        | 6–3, 6–3      |
| Поразка   | 1.   | 16 листопада 1998 | Лос-Мочіс, Мексика     | Тверде   | Паола Паленсія | Жофія Губачі Аліенор Трісеррі          | 1–6, 2–6      |
| Перемога  | 2.   | 26 квітня 1999    | Коацакоалькос, Мексика | Тверде   | Джоелл Шад     | Адрія Енґел Алена Пауленкова           | 4–1 ret.      |
| Перемога  | 3.   | 10 травня 1999    | Тампіко, Мексика       | Тверде   | Джоелл Шад     | Жоана Кортез Карла Тіене               | 6–3, 4–6, 6–4 |
| Перемога  | 4.   | 17 травня 1999    | Сьюдад-Хуарес, Мексика | Тверде   | Джоелл Шад     | Кайлі Гант Ніколь Сьюелл               | 3–6, 6–1, 6–3 |
| Поразка   | 2.   | 12 вересня 1999   | Мехіко, Мексика        | Ґрунт    | Джоелл Шад     | Жоана Кортез Ванесса Менга             | 4–6, 2–6      |
| Перемога  | 5.   | 27 вересня 1999   | Монтевідео, Уругвай    | Ґрунт    | Джоелл Шад     | Хорхеліна Краверо Марія Емілія Салерні | 6–3, 6–4      |
| Перемога  | 6.   | 14 травня 2000    | Тампіко, Мексика       | Тверде   | Карла Тіене    | Гелен Крук Вікторія Девіс              | 6–4, 6–3      |
| Перемога  | 7.   | 21 травня 2000    | Поса-Ріка, Мексика     | Тверде   | Карла Тіене    | Кендіс де ла Торре Надя Джонстон       | 4–6, 6–2, 6–3 |